# هوريا
هوريا (الاسم العلمي: Horia)، جنس حشرات خنفسية من فصيلة النافطيات. يوضع الجنس في قبيلة الهورياوات التي تشمل جنسين أخرين Synhoria ولبلابة.